# Buda Konagamana
Buda Koṇāgamana es uno de los Budas del kalpa actual. En la tradición budista, Koṇāgamana es el nombre del Buda número veintiséis de los 28 budas, el segundo de los cinco Budas de la era actual y el quinto de los siete budas de la Antigüedad. En Birmania (o Birmania) Koṇāgamana es llamado Koṇāgon o Koṇāgamanan. De acuerdo con la mitología burmana, nació en un miércoles, por esto Koṇāgamana está emplazado en el pedestal miércoles.
De acuerdo con Xuanzang, las reliquias de Koṇāgamana se encontraban en una estupa en Nigalisagar, en lo que hoy es el distrito de Kapilvastu en el sur de Nepal. Actualmente hay un pilar de Ashoka en ese lugar.

## Otros budas del kalpa actual
- Buda Kakusandha
- Buda Kassapa
- Buda Gautama
- Buda Maitreya